# Spodochlamys popayana
Spodochlamys popayana är en skalbaggsart som beskrevs av Ohaus 1905. Spodochlamys popayana ingår i släktet Spodochlamys och familjen Rutelidae. Inga underarter finns listade i Catalogue of Life.